# Бій за Коростень (1921)
Бій за Коростень — бій 6-7 листопада 1921 року у місті Коростень та на його околицях між військами УНР та РСФРР, один з ключових епізодів Другого зимового походу.
Захоплення міста мало для Повстанської армії УНР велике політичне та стратегічне значення. В ньому знаходились телефон, телеграф, радіостанція, які можна було використати для оповіщення і заклику до підняття антибільшовицького повстання на цілому Правобережжі. В Коростені також знаходились військові склади, захопивши які, можна було одягти і взути стрільців, а також збагатитись боєприпасами.

## Передісторія
Після окупації більшовиками Української Народної Республіки частини регулярної армії УНР були інтерновані в Польській республіці. Однак у 1921 році було ухвалено рішення рейдом вирушити до України з метою підтримки антирадянських виступів. Планувалося підняти всенародне повстання та дійти до Києва.
Вночі 4 листопада 1921 року з району Олевська польсько-радянський кордон перейшла головна Волинська група Повстанчої армії. Вояки перетнули кордон і подолали опір радянських прикордонників, утворивши таким чином на кордоні вікно, яке радянські війська кілька днів не могли затулити. 5-6 листопада українські війська рухалися у напрямку Коростеня, звільняючи від більшовиків села, через які пролягав шлях.

## Перебіг бою
Увечері 6 листопада Українське військо рушило на Коростень через села Жупани, Погоріле, Давидки, Купище, Кожухівку та Чигири. Села виявилися більшовицьким укріпленим районом, який захищали частини 595-го піхотного полку. Нічний перехід до міста вдався блискуче через повну несподіванку для більшовицьких оборонців. Наслідком переходу до села Чигири стала велика кількість червоноармійських трупів, розкиданих уздовж дороги.
Ще у Жупанах з колони був відокремлений відділ 60 бійців на чолі з полковнком Ступницьким, які пішли на Вигів, Краснопіль, Могильно і Білошиці, щоб атакувати Коростень із півдня. О 4-й годині ранку відділ Ступницького уже увійшов на південну околицю міста і розділився на два загони: загін під командуванням Ступницького увірвався до центру міста, звільнив із коростенської в'язниці до 470 політв'язнів, розігнав міліцію та захопив склади зі зброєю та амуніцією; загін Ремболовича захопив залізничну станцію, де роззброїв близько сотні червоноармійців, потім було захоплено вагон ВУЧК і розстріляно усіх чекістів. У цей час сотник Маркевич натрапив на начальника штабу 132-ї бригади РСЧА і застрелив його. Тим не менш повстанцям довелося залишити здобуті позиції під загрозою бути розбитими переважаючими силами супротивника, після того як у бій включилися більшовицькі резерви, що перебували у вагонах на станції.
Головні сили прибули до Коростеня з півночі о 5:30. До цього часу більшовики вже зуміли зібратися в північній частині Коростеня і зустріли повстанців організованими лавами і сильним кулеметним вогнем. Відділ Ремболовича знову увійшов до міста з півдня проте був зупинений щільним вогнем більшовиків в районі залізничної станції. Приблизно о 10:00 головні сили українців припинили спроби прорватися до Коростеня з півночі. На допомогу більшовикам надійшли два бронепотяги з Житомира: «Красний боєц» та «Лєнін».

## Наслідки
Наслідками короткого зайняття Коростеня стали більше 400 звільнених політв'язнів, розстріляна коростенська НК, розстріляний начальник штабу 132-ї бригади, велика кількість вбитих і 100 полонених червоноармійців, серед яких 7 політруків і комуністів розстріляно. З українського боку загинули 19 осіб, серед яких сотник Стефанишин; було поранено 14 осіб, зокрема і полковник Климач.
Проте, не зважаючи на значні втрати серед більшовиків, невдача атаці на Коростень мала надзвичайно негативні наслідки для Повстанської армії. Повстанцям не вдалося захопити важливий плацдарм для підняття всеукраїнського повстання, втрачено шанси здобути такі потрібні зброю, зимовий одяг та взуття для бійців. Крім цього повстанська армія витратила від 50% до 80% набоїв, при тому, що третина бійців досі залишалась без рушниць.